# إنريكو داندولو
إنريكو داندولو (بالإيطالية: Enrico Dandolo) ‏ (1107 - 21 يونيو 1205) دوق البندقية الواحد والأربعون تولى الحكم عام 1195 حتى وفاته، اشتهر بتوجيه الحملة الصليبية الرابعة لمهاجمة مدينة زارا خلال حصار زارا ومهاجمة البيزنطيين ونهب القسطنطينية رغم أنه كان أعمى وقد جاوز التسعين من عمره.